# بخش هارتفورد (شهرستان لیکینگ، اوهایو)
بخش هارتفورد (به انگلیسی: Hartford Township) یک منطقهٔ مسکونی در ایالات متحده آمریکا است که در شهرستان لیکینگ، اوهایو واقع شده‌است.
 بخش هارتفورد ۷۱٫۶ کیلومتر مربع مساحت و ۱٬۴۳۱ نفر جمعیت دارد و ۳۵۶ متر بالاتر از سطح دریا واقع شده‌است.